# Rangiora (rivière)
La rivière Rangiora  (anglais : Rangiora River) est un cours d’eau du district de Kapiti Coast, dans la région de  Wellington dans l’Île du Nord de la Nouvelle-Zélande et un affluent du fleuve Waikanae.

## Géographie
C’est un affluent du fleuve Waikanae, qu’il rejoint à 5 km au sud-est de la ville de Waikanae.